# Terri Sewell
Terri Sewell, właśc. Terrycina Andrea Sewell (ur. 1 stycznia 1965 roku w New Haven w Connecticut) – amerykańska polityczka i prawniczka, od 2011 roku członkini Izby Reprezentantów Stanów Zjednoczonych.  

## Wczesne życie i edukacja
Terrycina Andrea Sewell urodziła się 1 stycznia 1965 roku w Huntsville w Alabamie jako córka nauczyciela matematyki i trenera koszykówki Andrew A. Sewella, oraz bibliotekarki szkolnej Nancy Gardner Sewell. Jej matka była też pierwszą Afroamerykanką wybraną do rady miasta Selma. Terri Sewell wychowywała się dwoma braćmi bliźniakami w Selme. Ukończyła szkołę średnią Selma High School z najlepszym wynikiem, czego dokonała jako pierwsza Afroamerykanka w historii.
W 1986 roku ukończyła z wyróżnieniem studia z finansów na Uniwersytecie Princeton w New Jersey. W czasie studiów jej mentorką była Michelle Obama, przyszła pierwsza dama Stanów Zjednoczonych, wówczas posługująca się nazwiskiem Robinson. W ramach programu uczelnianego dla mniejszości, Sewell odbyła kilka staży w Waszyngtonie, pracując dla ówczesnego członka Izby Reprezentantów Richarda Shelby oraz Senatora Howella Heflina.
Po ukończeniu Princeton otrzymała stypendium, które umożliwiło jej podjęcie studiów w St. Hilda’s College na Uniwersytecie Oksfordzkim. W 1988 roku ukończyła studia z wyróżnieniem, zdobywając tytuł magistra. Jej praca dyplomowa została opublikowana w 1993 roku jako książka Black Tribunes: Race and Representation in British Politics.
W 1992 roku uzyskała tytuł doktora prawa (Juris doctor) na Harvard Law School w Cambridge w stanie Massachusetts. Następnie pracowała jako asystentka sędziego U.W. Clemona w Birmingham.
Od 1994 do 2004 roku pracowała jako prawnik ds. papierów wartościowych w Nowym Jorku dla firmy Davis Polk & Wardwell. W 2004 roku Sewell wróciła do Alabamy i dołączyła do biura prawnego Maynard, Cooper & Gale, P.C. w Birmingham, pełniąc funkcję fundatorki na rzecz serii projektów publicznych w centralnej Alabamie oraz reprezentując szkoły i uczelnie w Alabamie.

## Kariera polityczna
W 2010 roku wzięła udział w prawyborach Partii Demokratycznej przed wyborami do Izby Reprezentantów w do Kongresu w 7. okręgu wyborczym w Alabamie. W tym czasie dotychczasowy reprezentant tego okręgu, Artur Davis, nie ubiegał się o reelekcję, ponieważ zamierzał kandydować na gubernatora Alabamy. Terri Sewell wygrała prawybory, a następnie wybory, zdobywając ponad 70% głosów. Urząd członkini Izby Reprezentantów objęła 3 stycznia 2011 roku. Od tego czasu siedmiokrotnie uzyskała reelekcję.
W 114. Kongresie objęła kilka stanowisk kierowniczych w Partii Demokratycznej, w tym stanowisko głównego zastępcy whipa. Należała do takich grup kongresowych jak House Democratic Caucus, Congressional Black Caucus i New Democrat Coalition.
W Izbie Reprezentantów popierała ustawę o służbie zdrowia Affordable Care Act prezydenta Baracka Obamy i głosowała przeciwko jej uchyleniu. W 2015 roku głosowała za porozumieniem nuklearnym z Iranem. Opowiadała się za prawem do aborcji. Krytykowała politykę antyimigracyjną prezydenta Donalda Trumpa. Popierała ustawy prezydenta Joe Bidena związane z infrastrukturą, opieką zdrowotną dla weteranów i seniorów, przeciwdziałaniu globalnemu ociepleniu, ograniczeniem dostępu do broni, oraz z ochroną dostępu kobiet do opieki zdrowotnej związanej z reprodukcją.
Jej pierwszy projekt ustawodawczy, Public Law 113-11, przyznawał pośmiertnie Złoty Medal Kongresu czterem ofiarom bombardowania Kościoła Baptystycznego na Sixteenth Street w Birmingham z 15 września 1963 roku.
Jako parlamentarzystka pracowała między innymi w następujących organach:
- Komitet ds. Nauki, Przestrzeni Kosmicznej i Technologii[2]
- Komitet ds. Rolnictwa[2]
- Komitetu ds. Usług Finansowych[2]
- Podkomitet ds. Badań i Edukacji Naukowej[2]
- Podkomitet ds. Ogólnych Towarów Rolnych i Zarządzania Ryzykiem[2]
- Podkomitet ds. Przestrzeni i Aeronautyki[2]
- Podkomitet ds. Rozwoju Obszarów Wiejskich[2]
- Podkomitet ds. Wywiadu Departamentu Obrony i Architektury Nadzoru[2]c

## Życie prywatne
W 1998 roku wyszła za mąż za Theodore'a Chestera Dixie Jr. Wzięli ślub w kościele Brown Chapel A.M.E. Church w Selmie, należącym do Konferencji Przywódców Chrześcijańskich Południa.